# Mola di Bari

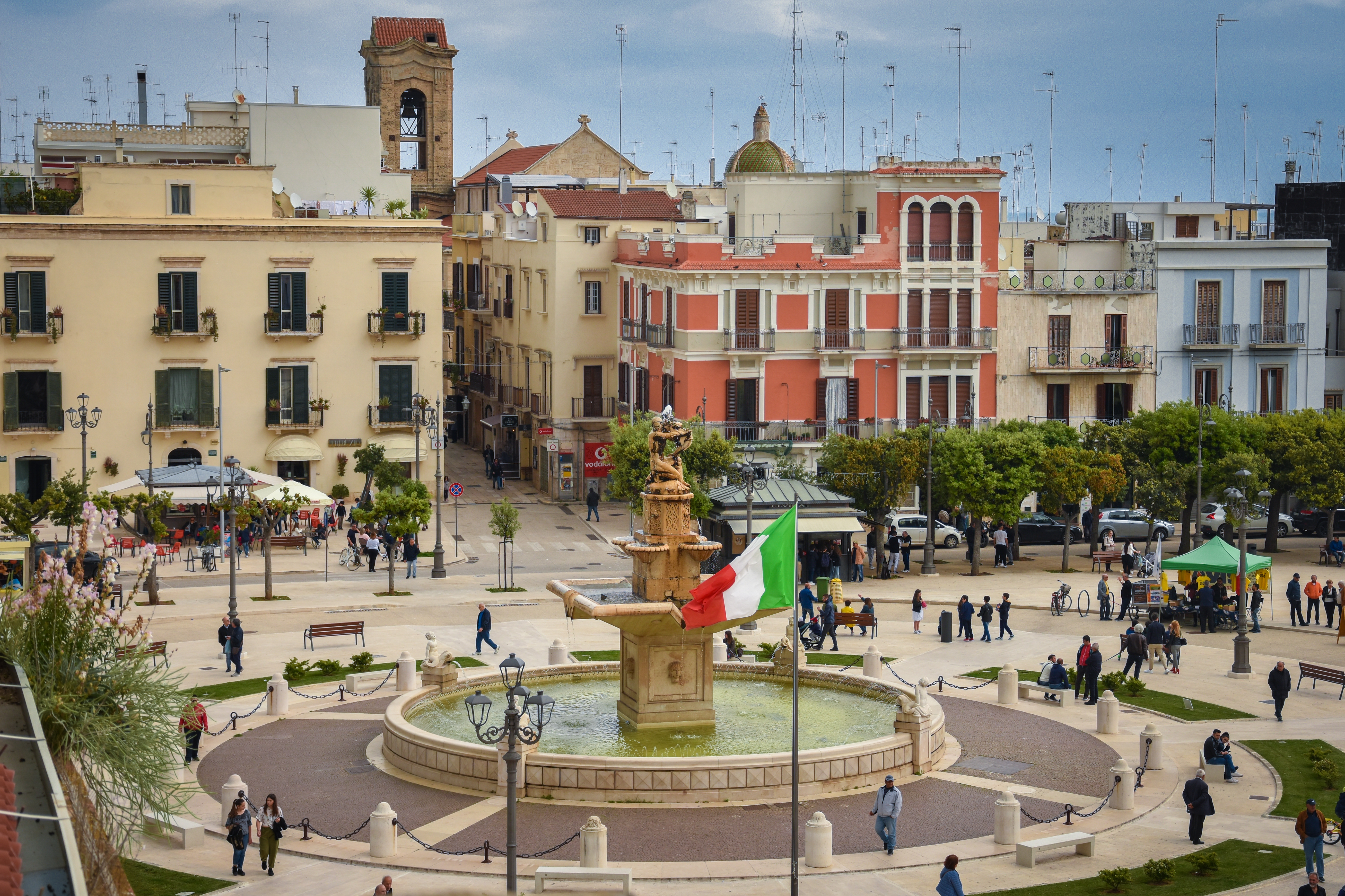

Mola di Bari ist eine italienische Gemeinde (comune)  mit 24.334 Einwohnern (Stand 31. Dezember 2023) der Metropolitanstadt Bari in der Region Apulien.

## Geografie
Der Ort liegt in der Metropolitanstadt Bari an der Adria, etwa 20 Kilometer vom Bezirkshauptort Bari entfernt.

## Söhne und Töchter der Stadt
- Niccolò van Westerhout (1857–1898), Komponist
- Angelo Mangini (1905–1988), Chemiker
- Leonardo De Mitri (1914–1956), Filmregisseur
- Cecilia Mangini (1927–2021), Fotografin und Dokumentarfilmerin
- Domenico Padovano (1940–2019), Geistlicher und römisch-katholischer Bischof von Conversano-Monopoli
- Francesco Laudadio (1950–2005), Filmregisseur und Drehbuchautor

## Gemeindepartnerschaft
Mit der spanischen Gemeinde Pedrajas de San Esteban in der Provinz Valladolid (Kastilien-León) besteht seit 2012 eine Partnerschaft.